# Liste der Monuments historiques in Haussignémont
Die Liste der Monuments historiques in Haussignémont führt die Monuments historiques in der französischen Gemeinde Haussignémont auf.

## Liste der Objekte
| Bezeichnung                      | Beschreibung           | Standort                       | Kennzeichnung | Schutzstatus | Datum | Bild |
| -------------------------------- | ---------------------- | ------------------------------ | ------------- | ------------ | ----- | ---- |
| Grabstein für Antoinette Thierry | Stein, bezeichnet 1694 | in der Kirche St-Pierre (Lage) | PM51002134    | Inscrit      | 1974  |      |